# ЭПм
ЭПм (электропоезд для межрегиональных перевозок) — серия скоростных низкопольных электропоездов переменного тока напряжения 25 кВ семейства Stadler FLIRT, эксплуатируемых Белорусской железной дорогой (бел. Беларуская чыгунка, БЧ). Электропоезда построены швейцарской компанией Stadler Rail AG (далее по тексту также Stadler) и в рамках семейства FLIRT являются первыми представителями нового подсемейства FLIRT G. Заводское обозначение типа — L-4267. Поставлялись в двух исполнениях — семивагонном для скорости до 200 км/ч и пятивагонном для скорости до 160 км/ч.

## История
Электропоезд ЭПм начал проектироваться компанией Stadler с конца 2012 года по заказу БЧ для межрегиональных перевозок. Создание указанных электропоездов было продиктовано необходимостью развития межрегиональных пассажирских перевозок на увеличивающихся по протяженности электрифицированных участках Белорусской железной дороги, а также постепенной замены пассажирских поездов с вагонами локомотивной тяги на более эффективные скоростные моторвагонные поезда.
В октябре 2013 года БЧ заказала у компании Stadler два таких электропоезда, включающих по семь вагонов каждый.
К 2015 году был разработан проект нового поезда. В проекте заложена максимальная скорость 200 км/ч (принадлежность к подсемейству Stadler FLIRT 200). За основу были взяты поезда Stadler FLIRT европейского стандарта по габаритам, но при этом была увеличена ширина кузова до допустимого на БЧ значения 3480 мм и переработана конструкция некоторых элементов, что привело к появлению нового подсемейства FLIRT G. Постройка поездов Stadler для Белоруссии из производимых в Швейцарии деталей была локализована на заводе ЗАО «Штадлер Минск» в Фаниполе (пригород Минска). В 2015 году завод начал постройку двух поездов.

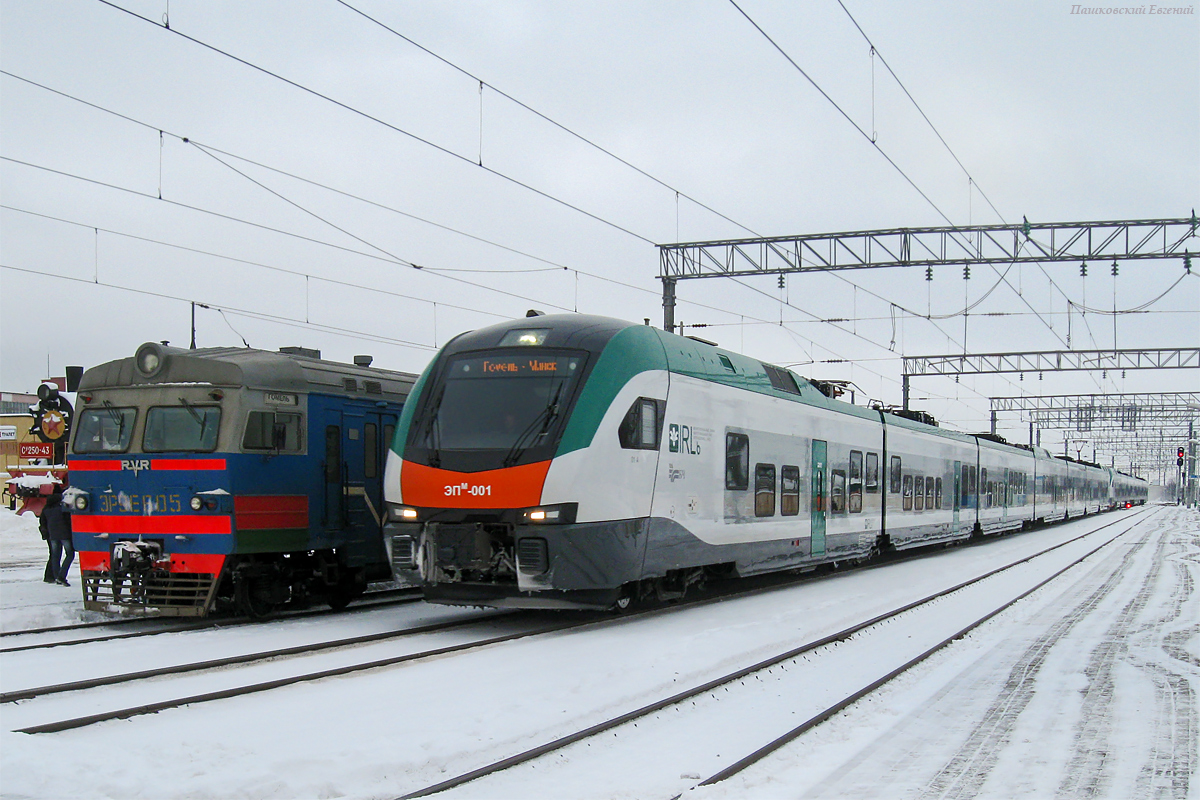
Электропоезда ЭР9Е-605 (слева) и ЭП^{м}-001 в сцепе с ЭП^{м}-002

Первый поезд (ЭПм-001) вышел с завода 19 декабря 2015 года. Начавшаяся таким образом партия включала семивагонные электропоезда. ЭПм-001 прибыл заказчику 23 декабря 2015 года. C 19 февраля 2016 года были начаты его испытания. В феврале 2016 года был изготовлен и второй подобный поезд (ЭПм-002), который стал последним в семивагонной партии, то есть такие поезда по сути были опытными.
Дальнейшее производство электропоездов серии возобновилось через несколько лет. Поезда второй партии также имели обозначение ЭПм и сквозную нумерацию с первой партией (то есть с порядкового номера 003), однако имели ряд отличий (в частности, составность была сокращена до пятивагонной). Иногда для отличия от первой партии пятивагонная версия именуется ЭПмII.
18 января 2019 года между Белорусской железной дорогой и предприятием ЗАО «Штадлер Минск» заключён контракт, предусматривающий поставку 10 пятивагонных электропоездов ЭПм для межрегиональных линий бизнес-класса, с максимальной скоростью 160 км/ч. Они были спроектированы на базе поездов ЭПм первой серии (которые были в эксплуатации БЧ с августа 2016 года). В октябре 2020 года завершена постройка первого пятивагонного электропоезда; позже начаты его ти́повые испытания и постройка второго поезда. После завершения готовящегося на Брестском направлении опытного пробега были запланированы приёмочные и сертификационные испытания для оценки соответствия электропоезда требованиям технического задания и Технического регламента таможенного союза ТР ТС 001/2011.
Электропоезда второй партии выпускались с 2020 по 2022 год. Всего было выпущено 10 таких поездов (с порядковыми номерами от 003 до 012 включительно).
В ноябре 2019 года Stadler Rail и Азербайджанские железные дороги (ADY) подписали контракт на поставку поездов FLIRT G (то есть с шириной кузова, аналогичной ЭПм) с различными типами привода, а также запасных частей и оборудования депо. Общая стоимость контракта 115 млн евро. В его рамках планируется построить 10 составов. В их числе шесть электропоездов: три для межрегионального и ещё три для регионального (пригородного) сообщения. Остальные четыре поезда запланированы с дизель-электрической силовой установкой. Поскольку по состоянию на 2019 год оператор ADY уже вёл работы по переводу электрифицированных линий с постоянного напряжения 3 кВ на переменное напряжение 25 кВ, дизель-электрические поезда могли бы обеспечить пассажирские перевозки на таких дорабатываемых линиях. Поставки первых поездов планировались на 2022 год.

## Общие сведения
Электропоезда ЭПм относятся к семейству моторвагонных поездов Stadler FLIRT, в рамках которого являются первыми представителями нового подсемейства FLIRT G. Отличительными особенностями поездов FLIRT G по сравнению с предшественниками являются увеличение габаритов кузова по допустимым на железных дорогах постсоветского пространства нормативам и усиление конструкции кузова и крэш-системы для возможности восприятия более широким поездом аналогичных усилий. Поезда FLIRT G имеют модульную компоновку и могут формироваться в составы от трёх до восьми вагонов, которые в зависимости от конструкции могут сцепляться как через сочленённые тележки, так и стандартно.
В рамках платформы FLIRT G возможно создание конструктивно унифицированных между собой электропоездов, дизель-поездов и дизель-электропоездов, отличающихся друг от друга только наличием в составе специальных силовых дизель-генераторных вагонов-модулей и электровагонов определённого типа, что позволяет при необходимости дополнять составы поездов вагонами необходимого типа или заменять неисправные вагоны вагонами поезда другой серии при необходимости их ремонта, а также в значительной степени унифицирует запасные части.

### Назначение
В варианте ЭПм, созданному по заказу Белорусской железной дороги, электропоезда имеют салон межрегионального исполнения и предназначены для экспрессных пассажирских перевозок на участках железных дорог колеи 1520 мм, электрифицированных переменным током номинального напряжения 25 кВ частоты 50 Гц и оборудованных низкими и средними платформами. Поезда рассчитаны на эксплуатацию при температурах наружного воздуха от −40 °C до +40 °C, при этом системы, связанные с безопасностью движения и холодным пуском, рассчитаны на работу при температуре до −50 °C.

### Составность
Электропоезда ЭПм в общем случае могут формироваться в составности от трёх до восьми вагонов; как было сказано выше, все поезда поставлялись либо в семивагонной (первая партия), либо в пятивагонной составности (вторая партия).
В базовой семивагонной составности, в которой произведены первые два экземпляра, электропоезда скомпонованы из двух секций. Вагоны в составе каждой секции соединяются между собой через общие тележки (тележки Якобса) и потому не могут быть разделены вне условий депо, в то время как две секции соединяются между собой только сцепкой, межвагонным переходом и электрическими кабелями. В начале и в хвосте каждой секции имеются вагоны, имеющие по одной индивидуальной тележке с одного конца и опирающиеся на одну тележку Якобса с другого (далее по тексту такие вагоны именуются полусочленёнными). Остальные вагоны в секции не имеют индивидуальных тележек, опираясь только на тележки Якобса (далее по тексту такие вагоны именуются сочленёнными). В пятивагонной составности полусочленённые вагоны имеются только по концам состава, а все промежуточные вагоны являются сочленёнными, то есть по сути эти электропоезда состоят из одной секции.
Все вагоны электропоездов ЭПм можно подразделить на пять основных типов:
- моторный головной полусочленённый без токоприёмника (Мг);
- моторный промежуточный полусочленённый без токоприёмника (Мп);
- прицепной промежуточный полусочленённый без токоприёмника (Пп);
- прицепной промежуточный сочленённый без токоприёмника (ПпС);
- прицепной промежуточный сочленённый с токоприёмником (ПпСТ).

Семивагонный поезд имеет композицию (Мг=ПпСТ=Пп)+(Мп=ПпС=ПпСТ=Мг), где скобками обозначены секции, а знак «=» означает сочленённое сцепление через тележку Якобса. Промежуточные сочленённые вагоны в составе секции имеют такую же ориентацию, что и головной вагон этой секции (сторона с которой находятся двери и кондиционеры повёрнута назад), а промежуточные полусочленённые — противоположную. Пятивагонный поезд имеет композицию Мг=ПпСТ=ПпС=ПпСТ=Мг.
Каждый вагон в составе поезда имеет уникальное в рамках поезда сочетание конструкции и интерьера (вагоны типа Мг как у семивагонного, так и у пятивагонного состава, отличаются друг от друга внутренней планировкой; то же относится и к вагонам ПпСТ).
Два электропоезда могут эксплуатироваться совместно по системе многих единиц, управляясь из одной кабины машиниста.

### Нумерация и маркировка
Электропоезда получили порядковые номера трёхзначного написания, начиная с 001 (при этом семивагонные поезда получили номера 001 и 002, пятивагонные от 003 до 012 включительно). Серия и номер поезда наносились на лобовой части головного вагона под стеклом выше уровня буферных фонарей в формате ЭПм-XXX (где XXX — порядковый номер поезда). Помимо порядковых номеров составам присвоены заводские номера, причём в то время как заводские номера семивагонных поездов совпали с порядковыми, заводская нумерация пятивагонной версии снова началась с 001.
Каждый вагон получает свой номер, состоящий из четырёх символов (порядкового номера поезда и латинской буквы — уникального кода вагона). Маркировка на борту вагона наносится на обеих боковых стенках вагона внизу с задней стороны вагона возле тележки. В первой строке она содержит краткое обозначение оператора (БЧ), тип состава и номер вагона (например, БЧ ЭПм-002D — для вагона D состава ЭПм-002).
Второй строкой под ним указывается сетевой номер вагона. Помимо буквенных обозначений, вагоны в составе поезда также получают номера, состоящие из одной цифры, соответствующей порядку сцепления в составе, начиная с головного вагона с кодом A. Номера наносятся на стёклах дверей вагона и служат главным образом для информирования пассажиров. Для семивагонных составов это номера от 1 до 7 (вагоны с кодами соответственно A, D, L, K, E, C, B), для пятивагонных от 1 до 5 (с кодами A, D, E, C, B). Данные по соответствию между номерами вагонов, их кодами и типами приведены ниже в таблице.
| № вагона в составе | Семивагонный состав | Семивагонный состав                          | Пятивагонный состав | Пятивагонный состав                          |
| № вагона в составе | Код вагона          | Тип, особенности                             | Код вагона          | Тип, особенности                             |
| ------------------ | ------------------- | -------------------------------------------- | ------------------- | -------------------------------------------- |
| 1                  | A                   | Мг, с салонами 1 и 2 класса                  | A                   | Мг, с салонами 1 и 2 класса                  |
| 2                  | D                   | ПпСТ, с двумя санузлами                      | D                   | ПпСТ, с двумя санузлами                      |
| 3                  | L                   | Пп, с баром                                  | E                   | ПпС                                          |
| 4                  | K                   | Мп                                           | C                   | ПпСТ, с широким санузлом и зоной для колясок |
| 5                  | E                   | ПпС, с двумя санузлами                       | B                   | Мг, 2 класс                                  |
| 6                  | C                   | ПпСТ, с широким санузлом и зоной для колясок | ———                 | ———                                          |
| 7                  | B                   | Мг, 2 класс                                  | ———                 | ———                                          |

### Технические характеристики
Основные параметры семивагонного (пятивагонного) электропоезда (источник, если не указано иное):
- ширина колеи — 1520 мм;
- напряжение в контактной сети — ~25 кВ 50 Гц;
- осевая формула UIC — Bo'2'2'2'+Bo'2'2'2'Bo' (Bo'2'2'2'2'Bo');
- число мест для сидения — 382[2][5] (262);
- высота пола:
  - при входе — 600 мм[2][5];
  - низкий уровень в салоне — 700 мм;
  - межвагонные переходы — 900 мм
  - высокий уровень в салоне — 1240 мм;
- ширина дверей — 1000 мм[2][5];
- число дверей в вагоне — 2×1;
- габарит по ГОСТ 9238 — Т[5];
- длина по осям автосцепок — 134 500[к 1] (92 960) мм;
- ширина — 3480 мм[2][5][14];
- высота — 4600 мм[2][5];
- колёсная база тележек:
  - моторной — 2700 мм;
  - немоторной — 2750 мм;
- диаметр новых колёс:
  - моторной тележки — 870 мм;
  - немоторной тележки — 800 мм;
- мощность на ободе колеса:
  - длительная — 3×2×500=3000[5] (2×2×500=2000) кВт[2][5];
  - максимальная — 3×2×650=3900 (2×2×650=2600) кВт;
- максимальная пусковая сила тяги — 300[5] (200) кН;
- максимальное ускорение (до скорости 47 км/ч) — 0,9 м/с²[2][5];
- масса тары — 270 (?) т[5];
- продольная прочность — 2000 кН[2][14];
- максимальная эксплуатационная скорость — 200[2][5] (160) км/ч.

## Конструкция

### Кузов
Кузова вагонов выполнены из алюминия, отвечают требованиям стандарта EN 15227 по ударопрочности и стандарта EN 12663 по общей прочности. Вагоны поезда имеют гладкие кузова сварной конструкции (из сварных профилей) с несущей рамой, имеющей небольшие возвышения по краям над тележками, в большей мере над индивидуальными. По сравнению с кузовами поездов FLIRT более ранних моделей, включая выпускаемые ранее для Белоруссии ЭПг и ЭПр с кузовом ширины 3200 мм, у поездов ЭПм нового подсемейства FLIRT G для повышения вместительности ширина кузова была увеличена до 3480 мм в соответствии с габаритом Т, допустимым на железных дорогах постсоветских стран в отличие от железных дорог Европы. Также поезд имеет новую форму лобовой части.
Пол в вагонах, за исключением зон межвагонных переходов, выполнен с пониженным уровнем (так выполнено 80 % всей площади пола). Благодаря выдвижным площадкам, закрывающим зазор между корпусом вагона и платформой соответствующей высоты, обеспечивается безбарьерный доступ в вагон, что важно для инвалидов в колясках, пассажиров с велосипедами и детскими колясками.
Крыша моторных вагонов имеет возвышения со стороны моторных тележек, в которых находится электрооборудование. Половина крыши моторных вагонов со стороны общих тележек, а также у прочих вагонов имеет плоскую форму. На плоской части крыши устанавливаются климатические системы вентиляции, кондиционирования и отопления пассажирских салонов. Высота кузова моторных вагонов от уровня головок рельсов до верхней кромки выпуклой части крыши составляет 4600 мм.
Кузов окрашивается в зелёно-бело-серую расцветку, которая на Белорусской железной дороге применяется для новых поездов межрегионального класса, с применением чёрного и оранжевого цветов для лобовой части.

#### Лобовая часть
Маска кабины головных вагонов поезда имеет гладкую обтекаемую выпуклую форму с плавным наклонным изгибом, переходящим в крышу, и гладкие загибы на стыке с боковыми стенами. В целом её форма сохраняет черты, характерные для всех поездов FLIRT, но, как и весь кузов, она отличается большей шириной, а также видом буферных фонарей. Применение чёрного цвета делает её визуально схожей с лобовой частью других электропоездов STADLER — двухэтажных ЭШ2 из семейства Stadler KISS. Вместо круглых буферных фонарей в треугольных фарных блоках устанавливаются два узких буферных фонаря трапециевидной формы.
В верхней наклонной выпуклой части расположено лобовое стекло с двумя дворниками-стеклоочистителями. Под крышей за лобовым стеклом находятся встроенные электронное табло-маршрутоуказатель и верхние красные хвостовые огни, а над ним — трапециевидный светодиодный прожектор. Нижняя половина лобовой части более прямая, в её средней части по краям располагаются белые и красные буферные фонари, а внизу — два буфера и автосцепка между ними. Буферы и автосцепка закреплены на ударно-поглощающих механизмах крэш-системы, расположенных под кабиной машиниста и служащих для гашения энергии удара в случае столкновения поезда с препятствием для минимизации травмирования поездной бригады и пассажиров и снижения степени повреждений кузова поезда.
На лобовой части установлена автосцепка Шарфенберга, тип 10. Автосцепка Шарфенберга с электроконтактной коробкой обеспечивает автоматическое соединение пневмомагистралей и электрических цепей, позволяя электропоездам быстро сцепляться и разъединяться, что упрощает эксплуатацию поезда по системе многих единиц, в то же время требуя использование переходника при необходимости сцепления со стандартными поездами, оборудованными автосцепками СА-3.
Лобовая часть поезда в зоне лобового стекла и на уровне буферных фонарей окрашена в чёрный цвет с оранжевой полосой чуть выше буферных фонарей, края сверху окрашены в зелёный цвет, а по середине — в белый. Зелёные и белые по краям лобовой части являются продолжением полос по бокам.

#### Межвагонные переходы и соединения
Вагоны поезда соединяются между собой через сцепные устройства специальной конструкции. У вагонов в составе секции вагоны также соединяются через общие тележки конструкции Якобса с поворотными механизмами сочленения. Вагоны в местах соединения имеют герметичные двухслойные межвагонные переходы типа «гармошка», обеспечивающие изоляцию салонов от холода и осадков. Конструкция межвагонных переходов в сцепе секций значительно отличается от переходов над общими тележками в составе секции как по высоте, так и ширине в нижней части — в сцепе между секциями межвагонные переходы понижаются ниже уровня рамы и охватывают сцепку, в то время как в общих сцепах пространство ниже рамы занимает часть тележки. В верхней части межвагонные переходы имеют вертикальные стенки, которые затем с изломом переходят в диагональные и сужаются по направлению к полу. По ширине межвагонные переходы в верхней части несколько уже самих вагонов.

#### Боковые стенки
Поезд имеет гладкие прямые боковые стены с небольшими скруглёнными скатами перед крышей. Маска кабины машиниста с каждой стороны головного вагона имеет по одному окну и отделяется от основной части кузова наклонным стыком. Напротив пассажирского салона, за исключением зон размещения электрооборудования и туалетов, в стенах имеются прямоугольные окна со скруглёнными углами. По расположению боковых окон стенки разделены на три зоны — центральную с заниженным уровнем пола и окон и две крайних с более высоким стандартным уровнем пола и окон. В местах смены уровня пола у части вагонов имеются окна увеличенной высоты, верхний край которых по высоте соответствует верхнему краю окон верхнего ряда, а нижний — нижнему краю окон нижнего ряда. Боковые стены окрашиваются по следующей схеме: сверху — зелёная полоса, внизу — тёмно-серая полоса, между ними — широкая белая полоса с находящейся внутри неё серой полосой в зоне окон.

##### Двери
Каждый вагон поезда имеет по одной одностворчатой автоматической двери с каждой стороны, которые расположены друг напротив друга ближе к задней стороне каждого вагона. У полусочленённых вагонов двери расположены рядом с серединой вагона, а у сочленённых — ближе к заднему краю. Двери рассчитаны на посадку и высадку пассажиров с низких и средних платформ. Дверные створки оборудованы стёклами. Двери оснащены системой противозажатия пассажиров и датчиками контроля закрытия.
Двери могут открываться и закрываться машинистом как принудительно, так и переводиться им на остановках в режим готовности открытия по требованию, при котором их открывают сами пассажиры нажатием зелёной кнопки, расположенной на одной из дверных створок снаружи и изнутри. Для удобства посадки и высадки на низкие платформы двери имеют выдвижные ступеньки, выдвигающиеся из-под кузова при открытии. В случае подачи поезда к средней платформе верхняя выдвижная ступенька закрывает зазор между вагоном и платформой, что облегчает посадку и высадку (в первую очередь инвалидам в колясках). Для пассажиров с ограниченными физическими возможностями или с колясками предусмотрены специальные приспособления.
Служебные двери кабины машиниста у поезда отсутствуют, для входа локомотивной бригадой используются пассажирские двери с проходом через салон.

### Тележки
Все тележки поезда являются двухосными и делятся на два основных типа — индивидуальные с опиранием на них кузова одного вагона и общие конструкции Якобса с одновременным опиранием на них кузовов двух смежных вагонов. Индивидуальные тележки делятся на моторные и безмоторные, общие тележки являются исключительно безмоторными. В семивагонном составе головные и промежуточные полусочленённые вагоны по концам секций (A, B, K, L) с передней стороны опираются на одну индивидуальную тележку в передней части, а с задней — на половину общей тележки Якобса. Внутрисекционные сочленённые вагоны (C, D и E) опираются с обеих сторон на половину двух общих тележек Якобса. В пятивагонном составе отсутствуют промежуточные вагоны K и L, а остальные вагоны имеют такие же схемы опирания на тележки, что и одноимённые в семивагонном составе.
Ввиду низкопольности поезда тележки имеют сложную геометрию рамы. У тележек Якобса брусья рамы расположены на уровне осей и незначительно превышают их, что позволяет сделать пол низким в центральной части вагона. Рама индивидуальных тележек ввиду наличия оборудования по высоте несколько превышают раму тележек Якобса по центру вагона, что влечёт за собой незначительное возвышение уровня пола. Все остальные элементы тележек также приспособлены к специфическим условиям (осевой узел с минимальным диаметром колеса, комбинирование стальных и резиновых рессор в рессорных подвесках, единый блок — двигатель, редуктор, муфта, тормозные диски на колёсах и тому подобное).
Расположение преобразующего электрооборудования у моторных вагонов непосредственно над моторными тележками увеличивает их сцепной вес, что повышает тяговые параметры поезда.
Тележки оснащены пневматической подвеской.

### Электрооборудование
Электропоезд получает энергию от верхнего контактного провода с помощью токоприёмников, имеющих форму полупантографов. Токоприёмники установлены на крышах вагонов ПпСТ (каждый из которых сцеплён с головным вагоном, то есть по два в каждом составе) и расположены вблизи торцов возле соединения с головными вагонами.
Силовое и тяговое преобразующее электрооборудование размещено внутри кузова моторных вагонов над моторными тележками в специальных отсеках, разделённых внутренним проходом для пассажиров. Входное напряжение 25 кВ переменного тока понижается тяговым трансформатором и затем поступающая энергия проходит через выпрямитель и сглаживающие фильтры, преобразующие переменный ток в постоянный. Выпрямленное напряжение подаётся на тяговые инверторы, преобразующие постоянный ток в переменный ток регулируемого напряжения и частоты для подачи на тяговые двигатели. Системы охлаждения электрооборудования размещены в специальных крышевых возвышениях моторных вагонов с вентиляционными решётками.
Тяговые электродвигатели (ТЭД) размещены на моторных тележках по два на каждой и имеют индивидуальный привод на каждую колёсную пару. Длительная мощность одного ТЭД составляет 500 кВт, максимальная — 650 кВт. Таким образом, длительная мощность всех шести ТЭД у семивагонного состава с тремя моторными вагонами составляет 3000 кВт, а максимальная 3900 кВт; для пятивагонного состава с четырьмя ТЭД на двух моторных вагонах соответственно 2000 и 2600 кВт. На поездах применён асинхронный тяговый привод. ТЭД могут использоваться как непосредственно в роли двигателей для разгона поезда и преодоления сил сопротивления при движении, так и в роли генераторов для торможения путём преобразования механической энергии движения поезда в электрическую с возвратом её в контактную сеть.

### Пневматическое и тормозное оборудование
Каждый вагон поезда оснащён напорной и тормозной пневматическими магистралями, расположенными на уровне рамы и соединяемыми по всему составу через специальные межвагонные пневморукава, а также через автосцепки Шарфенберга при эксплуатации сдвоенных поездов. Пневмопроводы изготовлены из нержавеющей стали. Подача в пневмомагистрали сжатого воздуха осуществляется двумя пластинчатыми ротационными компрессорами.
В качестве основного вида торможения на поезде используется электродинамическое рекуперативное, осуществляемое двигателями и возвращающее часть энергии движения поезда в контактную сеть. В качестве вторичного и резервного служит электропневматическое торможение, при котором путём выпуска воздуха из тормозной магистрали приводятся в действие механизмы, воздействующие на колёсные диски. В качестве стояночного используется пружинный тормоз.

### Система управления
Управление поездом осуществляется из кабины машиниста и построено на децентрализованных резервированных сетях CAN и сети Ethernet. Сигналы, связанные с безопасностью, дополнительно передаются через обычную цепь управления. Дублирование цепей управления обеспечивает высокий уровень устойчивости системы при различных отказах и сбоях, в том числе при выходе из строя отдельных узлов. Система диагностики и визуализации получает информацию с различных датчиков о параметрах движения поезда, состоянии и работе оборудования и позволяет визуализировать её на дисплее в кабине машиниста, а также облегчает ему и обслуживающему персоналу поиск и устранение неисправностей.

### Интерьер

#### Пассажирский салон

##### Планировка
Большую часть внутреннего пространства вагонов занимает пассажирский салон. Салон каждого вагона разделяется на две неравные части зоной входа, при этом в большей степени размеры двух салонов различаются у сочленённых вагонов, поскольку входные двери у них расположены вблизи заднего торца, в то время как у полусочленённых вагонов двери находятся недалеко от середины. Сиденья обращены вдоль направления движения по бокам от прохода как в затылок впереди стоящим, так и лицом друг напротив друга.
Салоны разделяются входными тамбурными зонами на две части, размер которых зависит от типа вагона. Количество сидячих мест в разных вагонах различается и зависит от расположения дверей, класса вагона, наличия туалетов, бара, отсеков с электрооборудованием и других особенностей.
Всего в семивагонном поезде предусмотрено 382 места для сидения, 16 из которых являются местами 1 класса. В пятивагонном поезде имеется 262 места для сидения, из них мест 1 класса также 16. Заявленная общая пассажировместимость семивагонного состава 794 человека (при плотности 4 чел./м²), то есть 412 из них — пассажиры без сидячего места, что при эксплуатации электропоезда на межрегиональных маршрутах недопустимо. Данных по количеству таких пассажиров для пятивагонного состава не обнаружено.
Согласно схеме салона семивагонного поезда с сайта БЧ, количество сидячих мест в вагонах следующее:
- в вагоне A — 41 (в том числе 16 мест 1 класса);
- в вагоне D — 59;
- в вагоне L — 60;
- в вагоне K — 64;
- в вагоне E — 59;
- в вагоне C — 47;
- в вагоне B — 52.

В салоне 1 класса установлены мягкие комфортабельные кожаные кресла по два с каждой стороны от прохода по схеме 2+2. В салонах 2 класса устанавливаются мягкие велюровые кресла с откидной спинкой, которые расположены на более близком расстоянии друг от друга как по количеству рядов в длину, так и в ширину. Большинство кресел расположено по схеме 2+3 по бокам от прохода, и лишь главным образом по краям вагона встречаются парные группы кресел, расположенных по схеме 2+2. Кресла имеют откидные столики для сидящих сзади пассажиров при расположении в затылок друг к другу, а при расположении лицом к лицу в вагонах 1 класса устанавливается широкий приоконный стол, а в вагонах 2 класса — маленький полукруглый приоконный столик с ящиком для мусора. Далее описана планировка вагонов применительно к семивагонному поезду, если не указано иное.
Головные моторные полусочленённые вагоны A и B (№ 1 и № 7 соответственно) в передней части имеют кабину машиниста, между ней и салоном по центру вагона расположен служебный коридор, по бокам от которого находятся отсеки с тяговым преобразующим электрооборудованием. Кабина и служебный проход отделены от салона перегородкой с запираемой дверью. В салоне вагона A (№ 1) имеется 41 место: в передней половине — 16 мест 1 класса (четыре из них в переднем ряду находятся на возвышении и ещё восемь в средних рядах — напротив столов), а в задней — 25 мест 2 класса. У вагона B (№ 7) имеется 52 места 2 класса, 27 из которых находятся в передней части салона (восемь из них на возвышении), и ещё 25 аналогично вагону A — в задней.
Промежуточные сочленённые вагоны C, D и E (№ 6, № 2 и № 5 соответственно) с длинным передним и коротким задним салоном снабжены санузлами с вакуумными туалетами и рукомойниками, расположенными в конце переднего длинного салона напротив зоны входа по бокам. У вагонов D (№ 2, с токоприёмником) и E (№ 5, без токоприёмника) имеется 59 мест, 42 из которых находятся в передней части салона, а 17 — в задней; в конце передней части салона по бокам от прохода расположено по два стандартных туалета.
У вагона C (№ 6, с токоприёмником) имеется специальная зона, предусмотренная для размещения велосипедов, детских и инвалидных колясок, и крупногабаритного багажа. Ввиду этого в вагоне имеется всего 47 мест, 33 из которых находятся в передней части салона, а 14 — в задней. В отличие от вагонов D и E, с правой стороны задней части вагона имеется широкий туалет увеличенной площади для пассажиров-инвалидов и купе проводника перед ним, слева туалет отсутствует, а вместо него и части сидений находится единственное одиночное сиденье и площадка для колясок, велосипедов и багажа. В задней части салона вместо трёх мест также имеется пустое пространство для размещения колясок и прочих крупногабаритных вещей.
Промежуточный полусочленённый моторный вагон K (№ 4) в передней части переднего салона над индивидуальной тележкой имеет узкий проход со стенами, ограждающими отсеки с тяговым электрооборудованием. В салоне имеется 64 места, 35 из которых находятся в передней части салона, а 30 — в задней.
Промежуточный полусочленённый прицепной вагон L (№ 3) в передней части переднего салона над индивидуальной тележкой имеет бар. В салоне имеется 60 мест, 30 из которых находятся в передней части салона, а ещё 30 — в задней.
Что касается пятивагонного поезда, в вагонах D (№ 2) и C (№ 4) имеются санузлы с пеленальными столиками. Вагон C (№ 4) пятивагонного поезда имеет купе проводника, места для инвалидных колясок с фиксаторами и площадку для крупногабаритных вещей.

##### Отделка и оснащение
Салон поезда в целом оформлен в светлых тонах и имеет светло-серые стены и потолок и пол с мягким ковровым покрытием чёрного цвета, имеющем продольные серебристые полосы. По центру потолка проходит линия светильников прямоугольной формы. Пол на протяжении большей части салона составляет по высоте 600 мм. Для максимального удобства пассажиров в зоне тележек и межвагонных переходов пол в средней зоне прохода имеет лишь незначительное гладкое возвышение без ступенек, сидячие места по бокам от него расположены на дополнительных возвышающихся площадках. Исключение составляют площадки в передней части салонов головных вагонов, которые отделены от основной зоны пола тремя ступеньками.
Входная зона напротив автоматических дверей в целях сбережения тепла в салоне частично огорожена от основной части салона стеклопластиковыми панелями по бокам от входа и делит салон на две части. В переходах между вагонами имеются бездверные сквозные проходы. В то же время салон первого класса отделён от зоны входа перегородкой с автоматической сдвижной дверью, открываемой нажатием кнопки, по аналогии с автоматическими входными дверями.
Окна в поезде сплошные и не имеют форточек. В салонах 1 класса семивагонного и пятивагонного поездов окна оборудованы регулируемыми по высоте солнцезащитными шторками с фиксацией в любом положении. Аналогичные шторки в пятивагонном поезде выполнены и на окнах салонов 2 класса. В салонах 1 класса имеются гардеробные помещения для размещения верхней одежды. В вагонах поезда установлены стеллажи для крупной ручной клади, над окнами размещены багажные полки. В вагонах C (№ 6 семивагонной версии и № 4 пятивагонной версии) редусмотрены места для размещения детских колясок велосипедов и тому подобного; в этих же вагонах установлены фиксаторы для инвалидных колясок. В вагонах предусмотрены кнопки экстренной связи с машинистом; пятивагонные составы имеют в салоне 1 класса также кнопки вызова проводника, при нажатии которых выдаётся аудио-видеосигнал в купе проводника.
Кресла 1 класса выполнены из кожи чёрного цвета и имеют подголовники, кресла 2 класса — из велюра зелёного цвета. Кресла обоих классов имеют мягкие регулируемые спинки и подлокотники. В салонах 1 класса над креслами установлено индивидуальное освещение. В пространстве между креслами расположены электрические розетки стандартного напряжения 220 В переменного тока частоты 50 Гц для подзарядки мобильных устройств — в 1 классе розетки являются индивидуальными для каждого кресла, а во 2 классе — общими. Электропоезд оборудован системой беспроводного доступа к сети Интернет (Wi-Fi).
Поезд оснащён системой вентиляции, кондиционирования и отопления, поддерживающей комфортную температуру воздуха в любое время года. Обогрев пассажирских салонов в зимнее время осуществляется конвекционными нагревателями в сочетании с тепловентиляторами на посадочных площадках и кондиционерами, оборудованными системой рекуперации тепла. Тип хладагента в кондиционерах — R134a. Так же, как и в поездах FLIRT более ранних модификаций, поезда ЭПм имеют улучшенную теплоизоляцию. В связи с ужесточившимися к 2020 году требованиями к дезинфекции салона, новые (пятивагонные) поезда оборудованы кондиционерами с интегрированным в каждый из них бактерицидным модулем обработки рециркулируемого воздуха. В основе такого модуля лежит бактерицидная лампа с кварцевым стеклом, уничтожающая вредоносные микроорганизмы ультрафиолетовым излучением.
Система информирования пассажиров включает подсистему внутрипоездной связи, оповещений и переговорные устройства экстренной связи с машинистом, а также лобовые и боковые светодиодные табло и информационные TFT-экраны в салоне. В семивагонном поезде установлены 10 двойных информационных TFT-экранов и дополнительно по одному экрану в салоне 1 класса и в баре; в пятивагонном поезде восемь аналогичных TFT-экранов и один в салоне 1 класса. На экраны выводится информация о маршруте следования, температуре воздуха за бортом и текущей скорости движения поезда.
Буфет оснащён всем необходимым для продажи напитков, холодных закусок и горячих блюд. Он оснащён барной стойкой, холодильной витриной, аппаратом для приготовления кофе, бойлером и микроволновой печью. Бойлер включен в отдельный контур. Для хранения питьевой воды предусмотрены 19-литровые бутыли. В буфете и другом отдельном помещении предусмотрены места для хранения продуктов питания.
Вагоны оборудованы системой пожарной сигнализации и системой пожаротушения.

#### Кабина машиниста
Кабина машиниста рассчитана на эксплуатацию бригадой из двух человек — машиниста и помощника, хотя управление поездом может осуществляться и в одно лицо. Пульт управления машиниста и его кресло расположены с правой стороны, кресло помощника — с левой и чуть позади кресла машиниста. В компоновке пульта управления учтены современные требования эргономики: все основные органы управления и мониторы расположены непосредственно перед машинистом. Также поезд оборудован системой безопасности КЛУБ-У, станцией поездной радиосвязи РВС и системой контроля состояния машиниста ТСКБМ российского производства.
Серийные пятивагонные поезда оснащены системой передачи данных на сервер Белорусской железной дороги. В целях повышения эффективности эксплуатации составов могут передаваться такие данные, как маршрут поезда, его положение на данном маршруте и расход электроэнергии.

## Эксплуатация

### Беларусь
Первый рейс с пассажирами на маршруте Гомель — Минск поезд ЭПм−001 совершил 3 августа 2016 года. Время в пути на данном маршруте составляет приблизительно три часа.
Основой для введения электропоездов ЭПм на данном маршруте послужило то, что это один из самых пассажирозагруженных маршрутов, а также завершение реализации проекта электрификации участка Гомель — Жлобин — Осиповичи и открытие на линии Гомель — Минск — Гомель регулярного движения пассажирских и товарных поездов с электровозами, которое произошло 17 июня 2016 года. Уже 20 июня началась продажа билетов на ЭПм. Расписание подбиралось так, чтобы поезда шли утром и вечером, при минимальном количестве остановок и максимальной скорости.
За первый месяц электропоездами ЭПм на маршруте Гомель — Минск было перевезено около 28 тысяч пассажиров. Заполняемость поезда составила практически 100 %, что говорит о востребованности экспрессного маршрута.
Как семивагонные, так и пятивагонные составы поступили в моторвагонное депо Минск-Северный.

### Украина

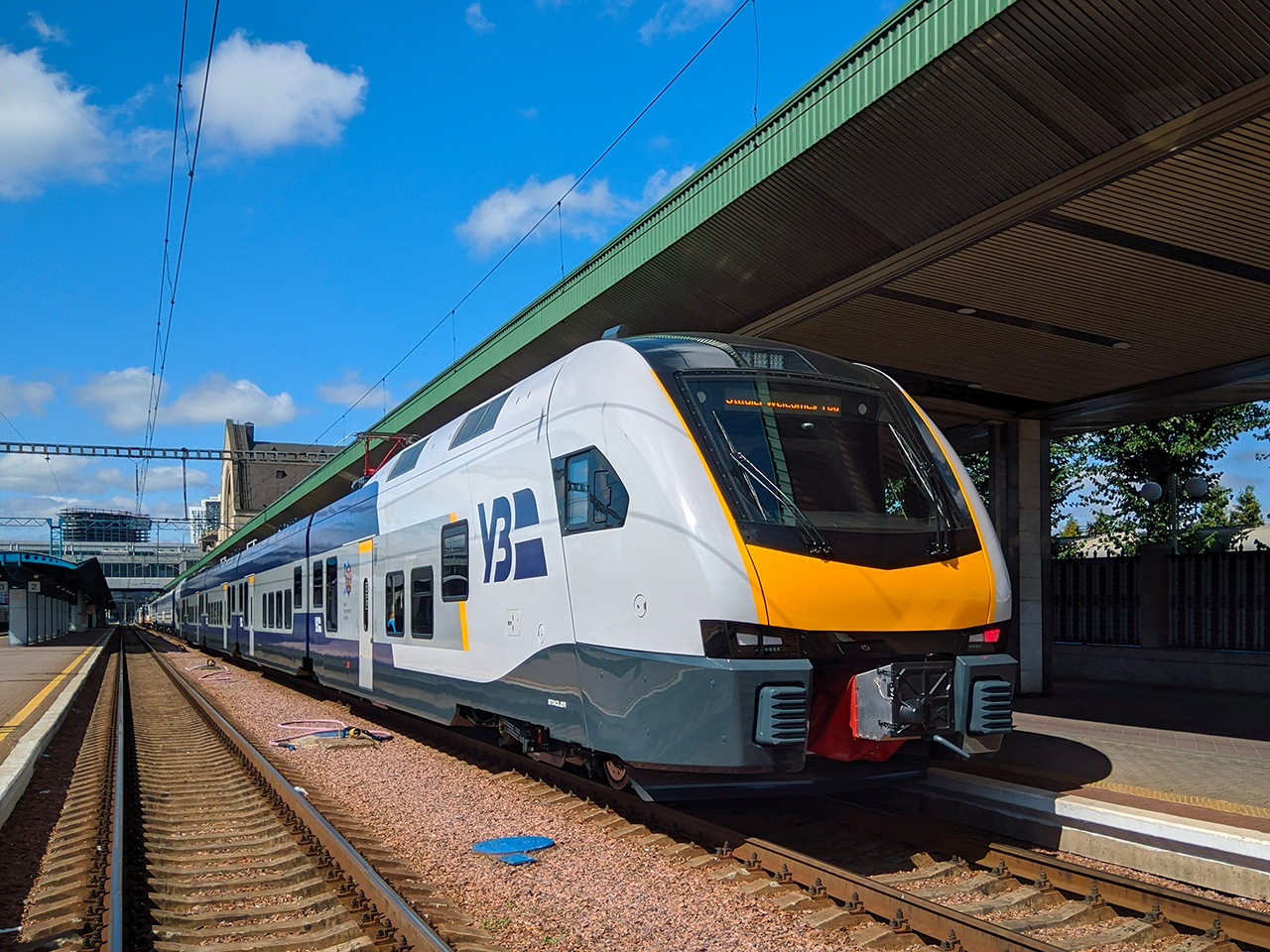
ЭП^{м}-007 с логотипом УЗ на выставке в Киеве

С августа по октябрь 2021 года на Украине проводились испытания состава ЭПм-007. После испытаний электропоезд возвращён в Белоруссию.
В 2021 году оператор АО «Укрзализныця» (УЗ) прорабатывал вопрос организации сообщения в рамках проекта City Express, в Киеве, Харькове и Днепре, с объявлением тендера. В качестве варианта рассматривался электропоезд Stadler FLIRT.